# 伊達村善
伊達 村善（だて むらよし）は、江戸時代中期の武士。陸奥国仙台藩一門第三席・水沢伊達家9代（留守氏26代）当主。

## 生涯
安永元年（1772年）10月23日、水沢伊達家8代当主・伊達村儀の長男として水沢にて誕生。幼名は吉之助。許嫁は伊達村良三女・康。
安永7年（1778年）5月20日、父・村儀の死去により7歳で家督相続する。幼い吉之助に代わって、母方の叔父の涌谷伊達家9代当主・伊達村常が家政を後見し、昌平坂学問所で塾長を務めた須田為質が侍講として教育に当たった。
天明6年（1786年）7月1日、7代藩主・伊達重村の加冠により元服、一文字拝領して村善と名乗る。天明2年（1782年）、水沢領の特産品であった水沢魚網が、仙台藩により網問屋今蔵の独占取り扱いとされたため、既得権益を侵された水沢伊達家家中と摩擦が生じたが、天明6年（1786年）4人の仲買人が、運上金50貫を水沢伊達家に納めることで一手取引を許可した。
天明7年（1787年）11月20日死去。享年16。実弟・村福が家督を相続した。

## 系譜
- 父：伊達村儀（1754-1778）
- 母：石川村俊の娘
- 許嫁：康 - 伊達村良の三女